# Ajtay Miklós
Ajtay Miklós (álnevei: Randolph Robban; Monostori Miklós) (Mezőszengyel, 1899. január 26. – Párizs, 1987. június 10.) esztéta, újságíró. A Szabad Magyar Újságírók Egyesületének alelnöke volt.

## Életpályája
1917-ben érettségizett a kolozsvári református kollégiumban. 1917–1918 között az olasz fronton harcolt az első világháborúban. 1919-ben – Erdély román megszállása után – Budapestre menekült. Egyetemi tanulmányait Kolozsváron a Bolyai Tudományegyetemen, továbbá a Pázmány Péter Tudományegyetemen, Berlinben és Párizsban végezte el; 1923-ban a párizsi Sorbonne-on bölcsészdoktori oklevelet szerzett. 1922-ben Münchenben fél évig munkásként dolgozott. 1922-től az Új Élet, 1924-től a Szózat, 1925-től a Világ című lapokban jelentek meg írásai. 1924-ben Budapesten testnevelő tanári tanfolyamot is végzett. 1924-ben Franciaországban telepedett le; íróként, újságíróként dolgozott. 1926-ban megalapította a Párizsi Magyar Akadémiát, melynek 1926–1944 között ügyvezető elnöke volt. 1933–1944 között a Magyar Távirati Iroda (MTI) párizsi tudósítója volt. 1945-től emigrációban élt. 1953–1971 között a párizsi Új Hungáriában publikált. 1955–1957 között a Szabad Európa Rádió belső munkatársa és irodavezetője az NSZK-ban. 1958-tól a Magyar Szabadság Tanácsa tagja volt. 1961-től a Vörösmarty Irodalmi Kör vezetőségi tagja volt.

## Művei
- A tragikum a modern drámában. Részben egyetemi doktori értekezés is (Új Élet, 1923)
- Esztétikai imperializmus (Párizs, 1926)
- Le chemin le plus court de la pensée juridique (Párizs, 1930)
- Si l'Allemagneavait vaincu (tanulmány, Párizs, 1950; Stuttgart, 1951; Barcelona, 1951, Tokió, 1952)
- A magyar demiurgosz ítélőszéke előtt (publicisztika, Párizs, 1952)
- Le robot germanophile télécommandé (regény, Köln-Párizs-New York, 1956)
- „A sír, hol nemzet süllyed el…” (publicisztika, Köln–Detroit, 1960)